# Gerf Husszein-i templom
A részben sziklába vájt Gerf Husszein-i templomot (egyiptomi nyelven Per Ptah, „Ptah háza”) Szétau, Núbia alkirálya építtette II. Ramszesz uralkodásának 45. évében, i. e. 1237 körül Ptah, Ptah-Tatjenen, Hathor és a fáraó tiszteletére. Asszuántól 90 kilométerre délen épült, részben sziklába vájva. A pülónhoz (az ókori egyiptomi templomok kettős kapujához) kosfejű szfinxekkel szegélyezett út vezetett a Nílustól. Innen nyílt az oszlopos udvar, amelyet hat oszlop és nyolc szobor vett körül; a bejáratát hatalmas Ozirisz-szobrok díszítették. Az épület hátsó része 43 méter mélyen nyúlt be a sziklába, szerkezete hasonló volt az Abu Szimbel-i templomokéhoz: két sorban három szoborral övezett oszlopos csarnok, és négy szoborfülke, mindegyiket isteni háromságok díszítették. Az oszlopon túli teremben helyezkedett el az áldozati asztal és a bárkaszentély, a sziklából Ptah, Ramszesz, Ptah-Tatjenen és Hathor kultuszszobrát faragták ki.
A templom azon ókori núbiai egyiptomi műemlékek egyike, amelyeket az Asszuáni-gát építése érdekében részlegesen áthelyeztek. (Az 1960-as években az akkor épülő asszuáni gát miatt számos ókori egyiptomi templom veszélybe került, ezek ugyanis az új gát megépítésével víz alá kerültek volna. Nemzetközi összefogással a templomokat sikerült áttelepíteni olyan helyekre, ahol nem fenyegeti őket veszély.) Ma az áthelyezett része Új-Kalabsában áll; sziklába vájt részeit elborította a víz.
A gát építésekor Gerf Husszeinben is leletmentő akciót végeztek. Ennek során a templom szabadon álló részeit egy arrébb fekvő területre helyezték. Sziklába vájt része az eredeti helyén maradt, ma a Nasszer-tó vize fedi.

## Galéria

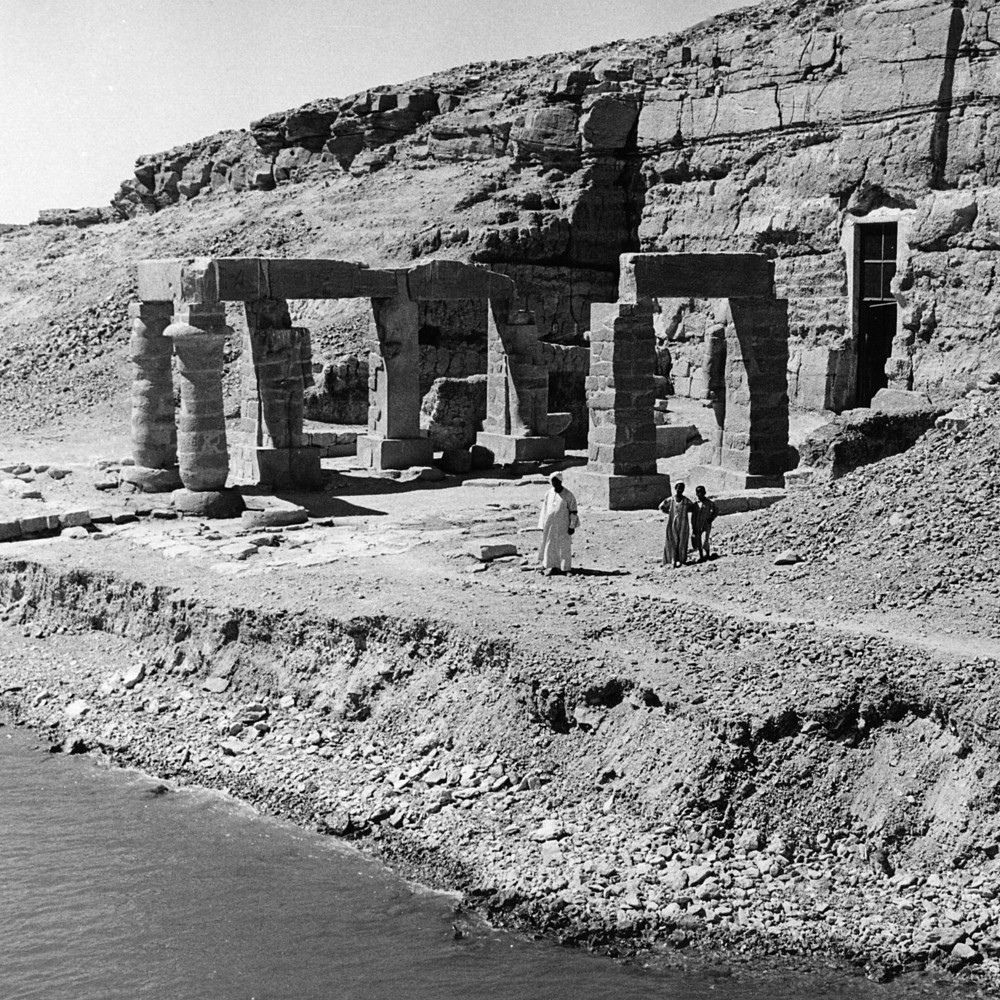
Áthelyezés előtt, 1960. január 2-án, a Nílus felől nézve
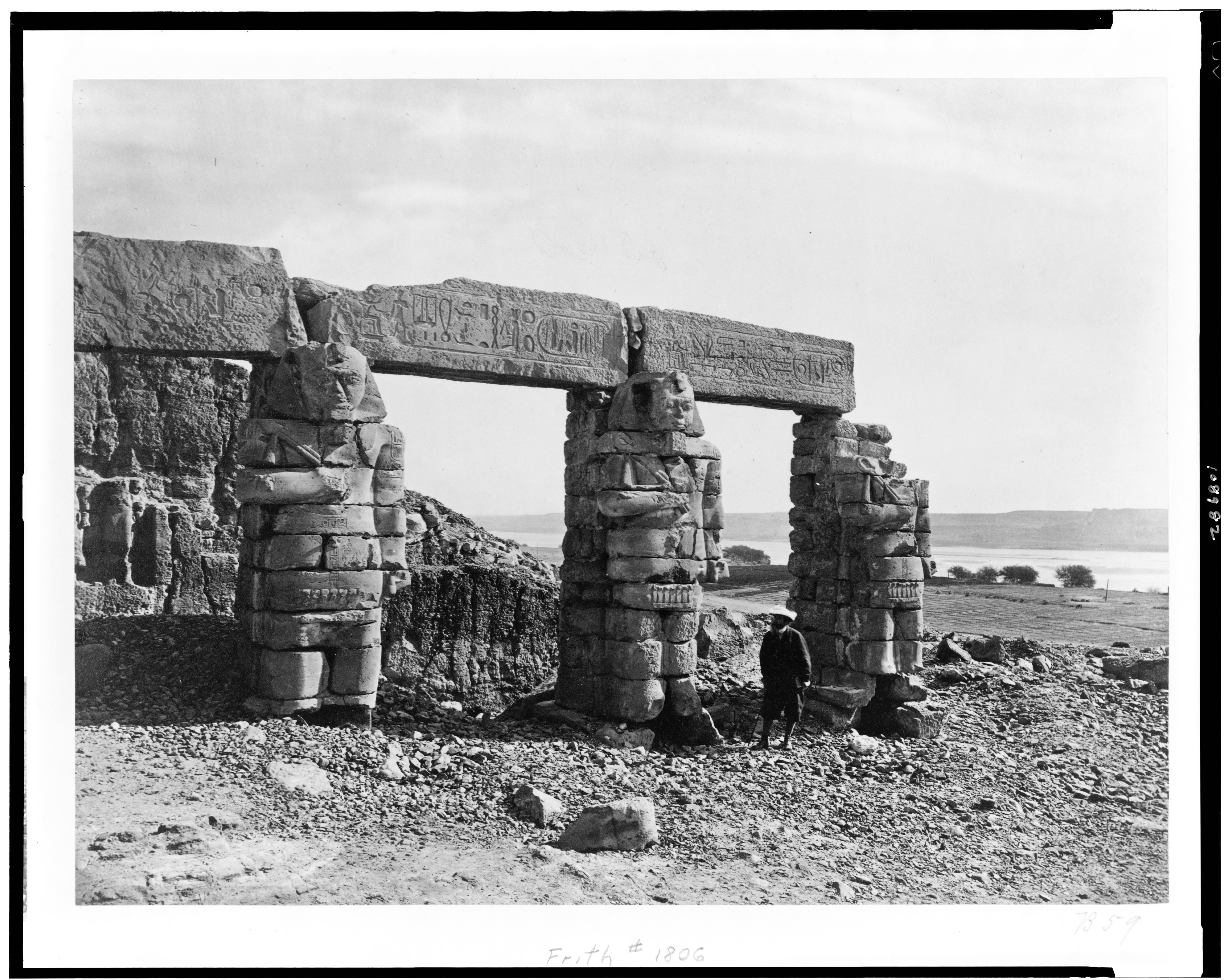
A templom portikusza
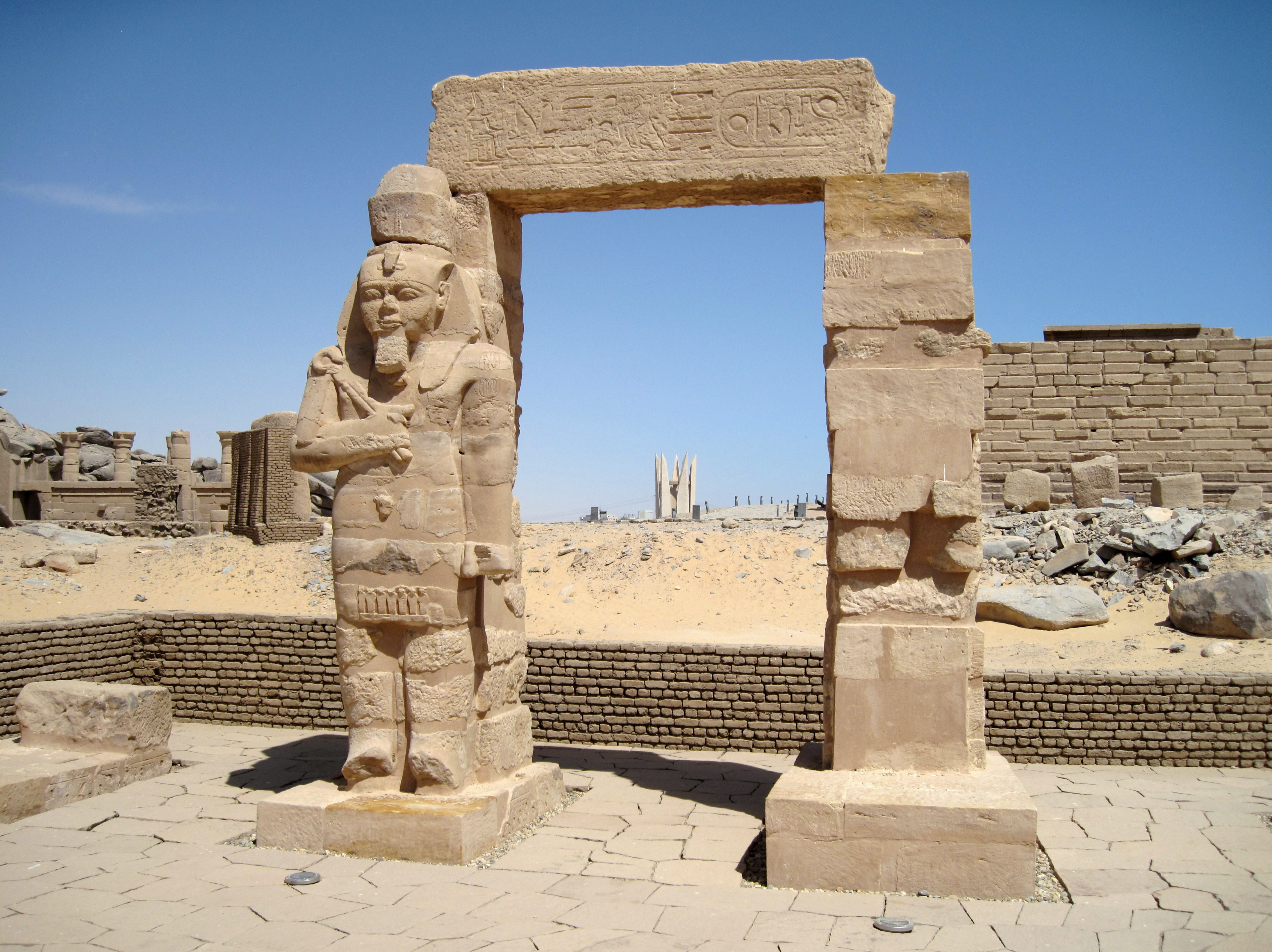
II. Ramszesz szobra
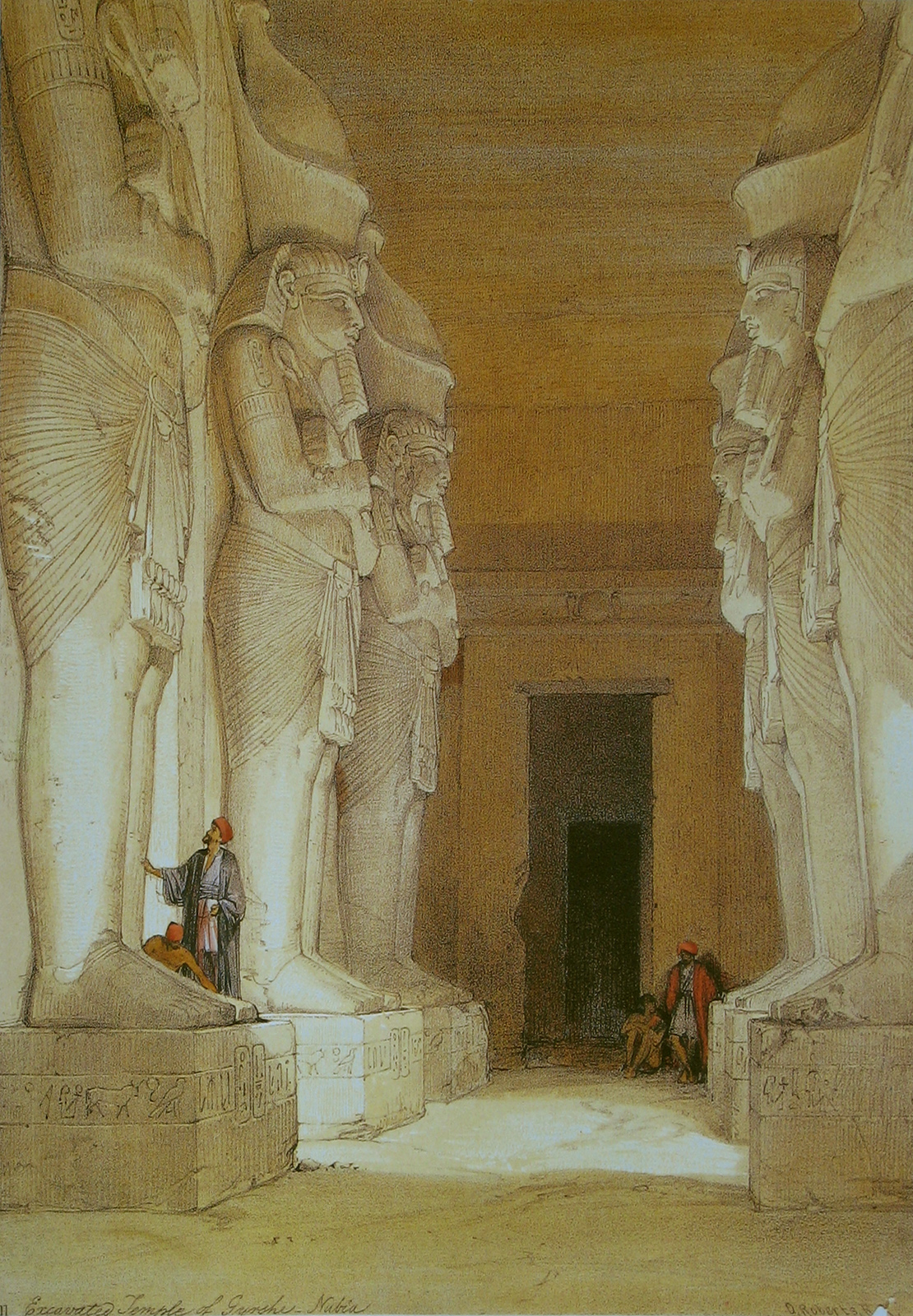
A templom belseje David Roberts rajzán (1838)